# حصار شاروخية
احتل أبو سعيد ميرزا هرات في 19 يوليو 1457. لكنه اضطر إلى مغادرة المدينة على الفور من أجل التعامل مع تمرد بلخ من قبل أبناء عبد اللطيف ميرزا، الذي قتل أحدهم في المعركة بينما هرب الآخر جوكي ميرزا إلى السهوب في الشمال تحت حماية أبو- خير خان، خان الإمارة الأوزبكية تورا، وهي جزء من إمبراطورية منطقة دشت قبجاق التي تقع إلى الشرق من جبال الأورال.
في غضون ذلك، حشد السلطان حسين ميرزا بايقرا قوة قوامها 1000 رجل واستولى على جرجان في 19 أكتوبر 1458 من كارا كويونلو. كان السلطان حسين ميرزا يبلغ من العمر 20 عامًا فقط. قام أبو سعيد ميرزا بغزو جرجان التي هجرها السلطان حسين ميرزا على عجل وهرب باتجاه خوارزم مرة أخرى. عين أبو سعيد ميرزا ابنه سلطان محمود ميرزا واليا جرجان.
حوالي 1459-60، تلقى جوكي ميرزا مساعدة من أبو الخير خان وزوجته (ابنة أولوغ بيك )، تم إرسال جيش أوزبكي تحت قيادة بورك سلطان لدعمه. كما انضم بعض جنود الراحل أولوغ بيك إلى جوكي ميرزا. قبل أن ينضم أبو سعيد ميرزا إلى جيشه هُزِم وتقدم جوكي ميرزا حتى وصل إلى كوفين. من هناك غزا ما وراء النهر حتى نهر جيحون. تلقى أبو سعيد ميرزا معلومات استخبارية عن ذلك وسار مع جيشه خارج هرات لمواجهة هذا التهديد.
عندما علم السلطان حسين ميرزا بايقرا أن أبو سعيد ميرزا قد ترك هرات لسحق تمرد قريبه جوكي ميرزا، هاجم جرجان مرة أخرى وفي معركة جوزي والي في مايو 1461 هزم السلطان محمود ميرزا وعين عبد الرحمن أرغون حاكم الإقليم. ثم حاصر هرات من أغسطس إلى أكتوبر 1461. 
في غضون ذلك، تابع أبو سعيد ميرزا الفرق الأوزبكية المفترسة وكذلك جوكي ميرزا. عند اقترابه، تراجعت الحشد الأوزبكي عبر نهر سيحون، بينما كان جوكي ميرزا محاصرًا في شاروخية. ولكن في ذلك الوقت، تلقى أبو سعيد ميرزا الأخبار السيئة عن هزيمة ابنه السلطان محمود ميرزا على يد السلطان حسين ميرزا بايقرا في معركة جوزي والي وأن عاصمته الجديدة المحبوبة هرات أصبحت الآن محاصرة. سرعان ما أبرم هدنة مع جوكي ميرزا وسار باتجاه هرات ولكن قبل وصوله رفع السلطان حسين ميرزا بايقرا الحصار. أخرجه أبو سعيد ميرزا من أراضيه وتبعه إلى أراضيه وأخذ جرجان ومازندران.
مكّن هذا النجاح أبو سعيد ميرزا من تحويل قوته غير المقسمة لإكمال تدمير جوكي ميرزا. حاصر ذلك الأمير في شاروخية، وهي مدينة قوية ومكتظة بالسكان في سيرداريا، وبعد حصار دام لمدة عام تفاوض خواجة عبيد الله أحرار على الاستسلام. استولى أبو سعيد ميرزا على المدينة وأنقذ أهلها. لقد عامل آسره جوكي ميرزا باحترام في شاروخية وسمرقند. لكن في يناير 1464 نُقل إلى قلعة اختيار الدين في هرات حيث توفي في ذلك العام.

## ملحوظات
1. 1 2 3 4 5 6 7  ظهير الدين بابر، John Leyden، William Erskine  [لغات أخرى]‏ (1826). The Baburnama: Memoirs of Zehir-Ed-Din Muhammed Baber: Emperor of Hindustan. Longman, Rees, Orme, Brown, & Green. ص. 55–56. ISBN:0375761373. مؤرشف من الأصل في 2014-08-15. اطلع عليه بتاريخ 2013-02-17.{{استشهاد بكتاب}}:  صيانة الاستشهاد: أسماء عددية: قائمة المؤلفين (link) صيانة الاستشهاد: أسماء متعددة: قائمة المؤلفين (link) صيانة الاستشهاد: علامات ترقيم زائدة (link)
2. 1 2 3 4 5 6 7  Vasilij Vladimirovič Bartold؛ T. Minorsky (1956). Four studies on the history of Central Asia. 1, Volume 1. Brill. مؤرشف من الأصل في 2022-09-27. اطلع عليه بتاريخ 2013-02-17.